# Paulus Miki
Paulus (Paulo) Miki, född 1563 i Kyoto, död 5 februari 1597 i Nagasaki, var en japansk romersk-katolsk jesuit och martyr. Han vördas som helgon i Romersk-katolska kyrkan, med minnesdag den 6 februari, och är en av Japans tjugosex martyrer.

## Biografi
Paulus Miki föddes i en förmögen japansk familj. Hans ursprungliga japanska namn är okänt. Han erfor tidigt en kallelse till ordenslivet. Han fick sin utbildning hos jesuiterna i Azuchi och Takatsuki och inträdde i orden år 1580. Miki kom att bli en framgångsrik och uppskattad predikant och omvände många till kristendomen. I slutet av 1500-talet hårdnade klimatet mot de kristna, då riksföreståndaren Toyotomi Hideyoshi inledde förföljelser mot jesuiterna. Trots detta beslutade sig Miki för att fortsätta sitt apostolat. Miki greps tillsammans med en grupp med andra katoliker och korsfästes i Nagasaki. Sin sista predikan gav han från sitt kors.

### Webbkällor
- Agasso, Domenico. ”San Paolo Miki e compagni, martiri” (på italienska). Santi e Beati. Arkiverad från originalet den 6 februari 2021. https://archive.md/PgnWW. Läst 6 februari 2021.
- ”Saint Paul Miki” (på engelska). CatholicSaints.Info. Arkiverad från originalet den 6 februari 2021. https://archive.md/0JE4z. Läst 6 februari 2021.